# Daniel Pipes
Daniel Pipes (ur. 9 września 1949 w Bostonie) – amerykański historyk i komentator polityczny urodzony w żydowskiej rodzinie polskiego pochodzenia. 
Jest założycielem i dyrektorem konserwatywnego Forum Blisko-Wschodniego (Middle East Forum). Syn Richarda Pipesa. 

## Publikacje w języku polskim
- Potęga spisku. Wpływ paranoicznego myślenia na dzieje ludzkości, przeł. Sławomir Kędzierski, Warszawa: BEJ Service 1998.